# Chilorhinophis gerardi
Espèce
Synonymes
- Apostolepis gerardi Boulenger, 1913

Chilorhinophis gerardi est une espèce de serpents de la famille des Lamprophiidae. 

## Répartition
Cette espèce se rencontre :
- en République démocratique du Congo ;
- en Tanzanie ;
- en Zambie ;
- au Zimbabwe.

## Description
Chilorhinophis gerardi mesure au maximum :
- sous-espèce Chilorhinophis gerardi gerardi, 424 mm pour les mâles et 315 mm pour les femelles
- sous-espèce Chilorhinophis gerardi tanganyikae, 490 mm pour les mâles et 570 mm pour les femelles.

C'est un serpent venimeux.

## Liste des sous-espèces
Selon The Reptile Database (13 février 2014) :
- Chilorhinophis gerardi gerardi (Boulenger, 1913)
- Chilorhinophis gerardi tanganyikae Loveridge, 1951

## Étymologie
Son nom d'espèce lui a été donné en l'honneur du Dr. Pol Gérard qui a collecté l'holotype. La sous-espèce Chilorhinophis gerardi tanganyikae est nommée en référence au lieu de sa découverte, Nyamkolo dans les environs du lac Tanganyika

## Publications originales
- Boulenger, 1913 : Description de deux reptiles nouveaux provenant du Katanga. Revue Zoologique Africaine, vol. 3, p. 103-105 (texte intégral).
- Loveridge, 1951 : On reptiles and amphibians from Tanganyika Territory : collected by C.P.J. Ionides. Bulletin of the Museum of Comparative Zoology at Harvard College, vol. 106, no 4, p. 175-204 (texte intégral).